# Mauricio Carlavilla
Mauricio Carlavilla (Valparaíso de Arriba, 1896-Madrid, 1982), también conocido por el seudónimo Mauricio Karl, fue un policía, escritor y editor español, de pensamiento anticomunista, antimasón y antisemita. Publicó más de una docena de obras sobre el comunismo y la masonería.

## Biografía
Nació en la localidad conquense de Valparaíso de Arriba el 13 de febrero de 1896.
Es conocido como «Mauricio Karl», un pseudónimo, ya que su verdadero nombre habría sido «Julián Carlavilla del Barrio» o «Julián Mauricio Carlavilla del Barrio». Considerado uno de los más activos propagandistas antisemitas desde la etapa republicana, mantuvo amistad con el también escritor Eduardo Comín Colomer, el comisario Santiago Martín Báguenas, y el general Emilio Mola.
Carlavilla sostenía la tesis de que la masonería fue responsable de la pérdida de las colonias españolas, además de afirmar que Primo de Rivera había sido envenenado por un masón judío. Carlavilla ejerció la profesión de policía, ingresando en el Cuerpo de Vigilancia en 1921 y siendo destinado a Valencia; fue trasladado a Zaragoza a los once meses por cometer actos «que desdoran el prestigio del Cuerpo». Después de pasar por Segovia, Bilbao y Madrid, en 1925 lo destinaron a Marruecos, de donde volvieron a trasladarlo a la Península apenas pasado un año acusado de «inmoralidades cometidas, como son: imposición arbitraria de multas y tolerancia de la prostitución en provecho propio». Durante el Gobierno del general Berenguer, desempeñó una importante labor para la Sección de Investigación Comunista constituida dentro de la Dirección General de Seguridad.
Ya establecida la Segunda República, en 1932 participó en la Sanjurjada con el cometido de encubrir la conspiración desde su privilegiada posición. Sería expulsado definitivamente de la Policía en 1935 por «faltas graves». Después de esta expulsión estuvo involucrado junto a Santiago Martín Báguenas en un plan para asesinar a Manuel Azaña, según Paul Preston y Gonzalo Álvarez Chillida; fue denunciado por estos hechos en mayo de 1936, pero logró sustraerse a la acción policial huyendo a Portugal. Participó, además, en otras actividades delictivas, creyéndose que estuvo involucrado en atentados fallidos contra la vida de Francisco Largo Caballero, Luis Jiménez de Asúa o Diego Martínez Barrio.
Relacionado con la Unión Militar Española, Carlavilla habría proporcionado al jefe de esta —el capitán Bartolomé Barba— listas de liberales a los que eliminar. Como miembro activo de este grupo conspirador clandestino, también se dedicó en sus inicios a redactar y distribuir en medios militares propaganda golpista; un ejemplo fue su panfleto Asesinos de España, del que se distribuyeron cien mil ejemplares gratuitamente entre oficiales del Ejército, en el que incitaba al odio y exterminio de judíos, izquierdistas y masones.
Tras su huida al país luso, volvería a España poco después del estallido de la Guerra Civil, instalándose en la zona sublevada. A partir de 1936 la influencia de sus obras creció considerablemente. Se integró en la Policía franquista —posteriormente, dentro del Cuerpo General de Policía—, donde se convirtió en uno de los máximos «expertos» sobre la conspiración judeo-masónica. El escritor antisemita Juan Tusquets definiría a Carlavilla como un «nazi apasionado». Tras el final de la contienda fue puesto al frente de una Brigada Especial de la Dirección General de Seguridad cuya misión era controlar a los judíos residentes en España.
Autor de El comunismo en España, donde sostiene que debían ser colgados políticos como Largo Caballero o Indalecio Prieto, sus trabajos se encuadran en la antimasonería y el anticomunismo. Escribió, entre otras obras, una biografía de Gueorgui Malenkov, así como editor de Sinfonía en rojo mayor, obra original de José Landowsky, sobre el interrogatorio a Christian Rakovski durante la Gran Purga, en 1938. En 1956 escribió Sodomitas, un estudio sobre la homosexualidad, obra que ha sido considerada «una de las peores» en esta temática de las aparecidas en España, pero que sin embargo llegaría a una 12.ª edición en 1973. Fue fundador de la Editorial Nos, en la que aparecieron publicados buena parte de sus escritos, así como colaborador de la revista Juanpérez.
Falleció en Madrid el 24 de junio de 1982.

## Obra
- El comunismo en España, 1932.[2]
- El enemigo, marxismo, anarquismo, masonería, 1934.[2]
- Asesinos de España: marxismo, anarquismo, masonería (segunda parte de El enemigo), 1935.[2]
- Técnica del Komintern en España, La Alianza, 1937.[10]
- Guerra, sobre lo que sabe el FBI y la inteligencia militar americana sobre cuándo estallará, Editorial Nos, 1953.[19]
- Pearl Harbour, traición de Roosevelt, Editorial Nos, 1954.
- Malenkov. Biografía política y psicosexual, Editorial Nos, 1954.
- Moscú, hoy, Editorial A.H.R, 1955.[24]
- El rey. Radiografía del reinado de Alfonso XIII, Editorial Nos, 1956.
- Sodomitas, Editorial Nos, 1956.[20][25]
- Kruschev, con David Rosenberg, Editorial Nos, 1958.[26]
- Anti-España 1959: autores, cómplices y encubridores del comunismo, Editorial Nos, 1959.
- Borbones masones, Acervo, 1967.[4]

Ediciones
- Yo escogí la esclavitud, Ediciones Maracay, 1953.[c]
- Yo y Moscú, Editorial Nos, 1955.[d]
- Masonería española, Editorial Nos, 1956.[e]
- Correspondencia secreta, Editorial Nos, 1961.[f]

### Pie de página
1. ↑  Álvarez Chillida, 2002, p. 19.
2. 1 2 3 4 5 6 7 8 9 10 11 12 13  Preston, 2011, p. Capítulo 2: Los teóricos del Exterminio.
3. ↑  Connolly de Pernas, 2004.
4. 1 2 3  Rodríguez-Puértolas, 2008, pp. 932-933.
5. 1 2  Southworth, 2002, p. 207.
6. 1 2  Cuartero Escobés, 2006, p. 55.
7. 1 2 3  Rodríguez Jiménez, 2007, pp. 253-254.
8. ↑  Álvarez Chillida, 2002, pp. 394, 429.
9. 1 2  Álvarez Chillida, 2002, p. 320.
10. 1 2 3 4  Álvarez Chillida, 2002, pp. 356.
11. 1 2  Israel Viana (7 de julio de 2022). «El misterioso intento de asesinato que podría haber destruido al Frente Popular antes de la Guerra Civil». ABC.
12. ↑  «Del supuesto atentado contra el Sr. Azaña que había de perpetrarse hace un año». ABC: 41-42. 3 de mayo de 1936.
13. 1 2  Vidarte, Juan-Simeón (1973). Todos fuimos culpables. Fondo de Cultura Económica. p. 111.
14. ↑  Payne, 1967, p. 504n.
15. 1 2  Joan y Nottebaum, 2003, p. 413.
16. ↑  Domínguez Arribas, 2006, p. 76.
17. ↑  Canal, 2006, p. 320.
18. 1 2  Rodríguez Rivero, 2010.
19. 1 2  L. de A. (29 de marzo de 1953). «Karl, Mauricio: "Guerra"». ABC: 61.
20. 1 2 3  Altmann, 2001, p. 182.
21. ↑  Álvarez Chillida, 2002, p. 428.
22. ↑  Álvarez Chillida, 2002, pp. 436.
23. ↑  «Mauricio Karl, escritor anticomunista». El País. 26 de junio de 1982.
24. ↑  «Moscú Hoy, por Mauricio Karl». La Vanguardia Española (27.754): 9. 31 de agosto de 1955.
25. ↑  Altmann, 2006, p. 201.
26. ↑  «David Rosenberg y Mauricio Carlavilla: "Kruschev"». ABC: 24. 13 de agosto de 1959.
27. ↑  Hernández Sánchez, 2008, p. 93.
28. ↑  «Yo y Moscú». Fundación Sancho el Sabio.
29. ↑  «Correspondencia secreta. Prólogo y notas por Mauricio Carlavilla.». HathiTrust.